# Gustav von Weller
Pour les articles homonymes, voir Weller.
Gustav Karl Friedrich Franz von Weller (né le 4 septembre 1820 à Berlin et mort le 6 novembre 1891 à Œls) est un général de division prussien et commandant de la 57e brigade d'infanterie.

## Biographie

### Origine
Gustav est le fils du major prussien et adjudant au commandement général du 2e corps d'armée Franz von Weller (1790-1821) et son épouse Emilie, née Wildgans (1800-1865)

### Carrière
Weller fait ses études au lycée de Brandebourg-sur-la-Havel et à l'académie de chevalerie. Il étudie ensuite aux maisons des cadets de Potsdam et de Berlin et est nommé sous-lieutenant le 10 août 1837 avec un brevet daté du 4 septembre 1837 au 6e bataillon de chasseurs à pied (de) de l'armée prussienne. De 1842 à 1845, il est adjudant et d'octobre 1846 à 1851, il suit une formation complémentaire à l'École générale de guerre. Ce commandement est interrompu en 1848 et Weller participe à la bataille de Raczlow pour réprimer le soulèvement dans le grand-duché de Posen. Le 21 novembre 1848, il est envoyé au 5e bataillon de chasseurs à pied (de). Il y a une nouvelle interruption en 1849 à l'occasion de la révolution badoise. En Bade, il participe aux batailles de Ladenburg, Steinmauern, Federbach (de) et au siège de Rastatt (de). Pour son travail, Weller reçoit la croix de chevalier de l'ordre du Lion de Zaeringen.
À la mi-juillet 1852, Weller est promu capitaine et à partir d'octobre 1852, il est commandé pour deux ans au 10e régiment de grenadiers. Transféré au 11e régiment de grenadiers, il est nommé adjudant de la 11e division d'infanterie et promu major, il est transféré au 56e régiment d'infanterie le 1er juillet 1860 et nommé commandant de bataillon le 30 septembre 1860. Cela est suivi le 29 septembre 1861 par un poste de commandant du 5e bataillon de chasseurs à pied (de) à Görlitz. Pendant la guerre germano-danoise, il est affecté à la frontière polonaise du 1er septembre au 15 décembre 1864. Le 18 juin 1865, il est promu lieutenant-colonel et l'année suivante dirige son bataillon dans la guerre contre l'Autriche à Nachod, Skalitz, Schweinschädel, Gradlitz et Sadowa. Récompensé par l'Ordre de la Couronne de 3e classe avec épées, Weller est promu colonel le 30 octobre 1866 et transféré à Breslau en tant que commandant du 10e régiment de grenadiers.
Dans la guerre contre la France, Weller mène son régiment à la bataille de Chevilly et pour cela il reçoit la croix de der de 2e classe des mains du prince héritier. Lors du siège de Paris le 15 novembre 1870, il a un accident en tombant de cheval et se casse le bras. Le lieutenant-colonel Baumeister prend à sa place la direction du régiment. Après l'accord de paix, il est promu général de division le 2 novembre 1871 et devient commandant de la 57e brigade d'infanterie nommée. À ce titre, il reçoit l'Ordre de l'Aigle rouge de 3e classe à l'occasion de la fête de l'Ordre en janvier 1873. Le 16 octobre 1873, Weller prend congé avec pension et est mis en retraite avec pension le 5 mars 1874.

### Famille
Weller se marie avec Auguste Schwickart (1824-1866), fille du chirurgien général Karl Ludwig Schwickart, le 29 décembre 1846 à Berlin. Après sa mort, il se marie avec Henriette von Szymanski (1834-1909), fille du propriétaire terrien Michael von Szymonski, le 16 novembre 1867 à Breslau. Le mariage donne naissance aux enfants suivants :
- Fritz (de) (1848-1928), lieutenant général prussien marié en 1882 avec Klara Michels (1868-1937)
- Kurt (1864-1926), major prussien
- Paul (* 1870), colonel prussien marié 1894 avec Johanna Hélène Bärentz (née en 1874). Leur fille Margarete (née en 1895) épouse en 1920 le futur lieutenant-général allemand Conrad von Cochenhausen (1888-1941).